# 腓力五世 (法兰西)
「高個子」腓力五世（1292年11月17日—1322年1月3日），法國卡佩王朝的第14任國王（1316年至1322年在位）與第4位納瓦拉國王（稱腓力二世）。
腓力五世在里昂出生，是腓力四世與胡安娜一世的次子，路易十世的弟弟及查理四世的兄長。

## 早年
腓力五世作為次子，腓力四世封授普瓦捷伯國給他。現代歷史學家形容腓力五世為“相當高的智慧和靈敏度”的人，而且是腓力四世的三個兒子中“明智和政治上最為恰當”的兒子 。腓力五世由受到他父親在1314年的遭遇及由他的哥哥路易十世被譽為“吵架者”，在中間的幾年中所面臨的困難等煩惱和不安事件影響。其中腓力四世及路易十世遇到最中心的問題便是稅收及在危機之外提高了稅收的難度。
腓力五世的妻子是勃艮第伯爵奧托四世的大女兒让娜，兩人於1307年結婚。原本一直計劃是兄長路易十世與让娜結婚，不久計劃便有所改變，路易十世於1305年被父親腓力四世安排與勃艮第公爵羅貝爾二世的女兒瑪格麗特結婚。現代學者發現很少證據證明他們的婚姻是否幸福，但兩人曾在很短時間生育有相當多的兒童， 和腓力五世按當時的標準對让娜格外慷慨。腓力五世費了九牛二虎之力，不僅賦予让娜土地和金錢，而且要盡量保證這些禮物在他的早亡的時侯是不可撤銷的。在各類禮物中包括一座宮殿，村落，額外的金錢用作購買珠寶，和她的僕人及於1318年送給让娜所有在勃艮第的猶太人資產。
让娜1314年遭受瑪格麗特的通姦案（内勒塔事件）的牽連。在腓力四世的女兒英格蘭王后伊莎貝拉證詞中，瑪格麗特被定罪與兩名諾曼騎士通姦。让娜被懷疑知道關於通姦的秘密，被軟禁在杜爾丹作為懲罰，有人則暗示让娜亦犯下姦淫罪。
腓力五世支持她繼續為自己的清白而提出抗議，並通過腓力五世的影響力於1315年巴黎議會撤消了她的控罪，被允許回到宮庭 。目前還不清楚為什麼腓力五世不斷支持她。有一種說法認為腓力五世擔心如果他放棄让娜，他也可能會失去勃艮第；另一種說法認為腓力五世其實深刻地愛著让娜。

## 繼位及薩利克法
1316年，兄長路易十世逝世，遺下已經懷孕的第二任妻子克萊芒絲·德安茹。當地有數人可以成為攝政包括腓力五世的叔父瓦盧瓦伯爵查理、勃艮第公爵厄德四世等，但是最後由腓力五世脫穎而出，自封為路易十世的遺腹子约翰一世的攝政，约翰一世出生數天後夭折，他的逝世是卡佩王朝史無前例的，王位的繼承問題被受關注。路易十世的唯一女兒让娜明顯是王位繼承人的人選，尤其是當時的薩利克法規定，死者如無子嗣，土地可改由其女兒繼承，因而王位很可能由胡安娜繼承，可是這樣的薩利克法解釋並不是全部的貴族能接受。
當時只有他的侄女擋在腓力五世與皇位之間，腓力五世迅速以政治談判說服了瓦盧瓦公爵查理，而勃艮第公爵厄德四世雖然倡導由外甥女让娜繼承王位，但是他其後亦隨同查理四世轉為支持腓力五世繼位，以換取腓力五世將女兒嫁給自己，厄德四世更放棄了自己外甥女的繼承權，不僅是她的對法國王位的要求，亦為她放棄了聲稱納瓦拉的王位。1317年1月9日，在瓦盧瓦公爵查理的支持下，腓力五世在蘭斯匆匆加冕。大多數的貴族卻拒絕出席，在香檳、阿圖瓦，和勃艮第更有進行示威，腓力五世於2月2日迅速在巴黎召集貴族。腓力五世定下的原則：让娜作為一個女人，不能繼承法國王位。事實上，腓力五世現已受膏為國王，並鞏固了一些學者描述為有效的“篡奪”力量。然而让娜於1328年也繼承了納瓦拉的王座为女王胡安娜二世，因為那裏並沒有實行薩利克法。
翌年，腓力五世繼續鞏固他的王位。他將長女让娜嫁給勃艮第公爵厄德四世，將厄德四世加入為他的支持者。腓力五世然後建立自己圍繞改革的概念的統治 -“收回王室於近年錯誤地失去了的特權，收入和土地”。

## 內部改革
國內方面，腓力五世證明了他是一個“強大和受歡迎的國王” ，儘管繼承時的不明朗形勢和持續的歉收。他跟隨父親腓力四世的步伐，試圖將法國皇室建立於堅實的財政基礎上，並撤銷前任國王、他的哥哥路易十世的不受歡迎的決定，他還實施了政府改革、改革貨幣、並努力規範度量衡。腓力五世在位時最重要的任命是任命主教皮埃爾·貝特朗，他將會在隨後幾年的其後法國皇室政府起到關鍵的作用。
1317年，腓力五世補發由他的父親首先通過的一項法案，1311年，譴責疏離和盜竊皇室資源及辦事處的各個省份。1318年，他的政治局勢加強，腓力五世走得更遠地制定出一個新的法例以區別法國皇室地域 - 核心部份的土地和頭銜的永久屬於法國皇室所有－而這些土地和頭銜已被官方沒收的的一個原因或其他。如果法國皇室贈送或授予貴族新的土地，腓力五世宣布，該土地通常只能從第二個來源撥出：這是一把雙刃劍的公告，因為一下子增強了核心－法國皇室不可剝奪的權力，同時也保證了貴族的土地亦是神聖不可侵犯的，除非貴族因犯罪或輕罪而懲罰而被沒收土地。1320年，腓力五世曾負責成立法國審計法院，負責審核皇室賬目，以確保順利付款；法院今天仍然存在。腓力五世並沒有在完全實踐以他自我宣佈的原則進行皇室土地和頭銜的授予，但他在這類問題上遠比前任國王更加保守。

## 解決法蘭德斯衝突和與英格蘭的關係
腓力五世在位時順利解決持久的法蘭德斯問題。法蘭德斯伯國是“非常富有的國家”，這很大程度上導致了法蘭德斯自治存在法國邊境的情況。法國國王被普遍視為擁有法蘭德斯的宗主權，但近年來的關係已經日趨緊張。腓力四世曾在1302年試圖重申法國的控制權，但是在金馬刺戰役被撃敗 ，儘管後來法國在1304年的蒙桑佩韋勒戰役勝利，但是雙方關係仍然很緊張。
法蘭德斯伯爵羅布雷希特三世繼續抵抗法國的軍事威脅，但是在腓力五世登基後，法蘭德斯發現自己越來越多地本身在政治上被孤立。同時，法國的立場已經成為了需要維持戰時緊張。路易十世在1315年禁止糧食及其他材料出口到法蘭德斯，造成了利潤豐厚的走私產業，反過來不鼓勵邊境地區與法國皇室進行合法貿易；路易十世被迫直接徵用的食物提供他的部隊，造成當地領主和教會的一連串投訴。腓力五世在1317年開始恢復適當的補償計劃，但局勢依然不穩定。
腓力五世和羅布雷希特三世都不尋求軍事解決，偏向贊成政治妥協方案。因此羅布雷希特三世在1320年6月作出了政治妥協，羅布雷希特三世確認他年幼的孫子路易為指定的繼承人，作為回報路易被要求與腓力五世的二女兒瑪格麗特結婚。這將提供羅布雷希特三世，以至日後的路易兩人在法蘭德斯得到法國的深厚支持 。路易在很大的程度上已經受到身為外父的腓力五世影響。路易於法國中部的訥韋爾及在腓力五世的王庭長大，他在文化上實際是一個法國王子。這種安排被認為是腓力五世相當成功的政策，但隨著時移世易，路易的鮮明親法政策及自己缺乏與法蘭德斯國內的政治聯繫導致國內的政治動盪及農民起義。
另一方面，腓力五世與英格蘭國王愛德華二世的關係，也像對法蘭德斯伯國般同樣面臨困難。愛德華二世作為加斯科尼的統治者不曾參拜法國國王。作為一國之君，並作為基本上自治的加斯科尼公國的統治者，愛德華二世是絕不願意這樣做 。愛德華二世從來沒有參拜路易十世，和最初他拒絕參拜腓力五世。相比路易十世，愛德華二世曾被譽為對英格蘭人更有利。1319年，腓力五世允許愛德華二世通過代理人參拜，這是一個以當時的標準的榮譽，但是在1320年，腓力五世希望愛德華二世親自參拜。愛德華二世抵達亞眠準備向腓力五世參拜時才發現，腓力五世現在堅持愛德華二世也對他宣誓效忠－此行為超越了封建時代正常的向國王參拜。愛德華二世放棄參拜及拒絕宣誓效忠。然而這標誌著法國增加在加斯科尼公國問題上對英格蘭的壓力。

## 十字軍東征

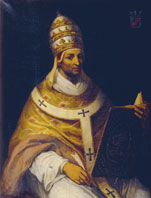
約翰二十二世，最初為腓力五世在十字軍東征後期的親密盟友，與腓力五世一同譴責1320年進行十字軍東征的暴力。

腓力五世也在此期間參與十字軍東征運動。1316年，在里昂一個秘密會議上，約翰二十二世被腓力五世選舉為第二任阿維尼翁教皇，並闡述了他再次希望看到新的十字軍東征運動。早於1312年，在維埃納公會議上，其父腓力四世已同意以法國為首新的十字軍東征聯合計劃，由他的兒子“致力於十字軍”的腓力五世於1313年親自帶上十字架。一旦國王本人腓力五世有義務去執行這些計劃和於1316年向約翰二十二世要求並獲得了額外的資金之後，腓力五世和約翰二十二世皆同意此計畫。但是，因為法蘭德斯的軍事局勢依然不穩定，法國籌辨的十字軍東征是不可能的。然而，約翰二十二世仍然繼續向奇里乞亞亞美尼亞王國人民保證腓力五世將不久帶領十字軍東征以解救他們。由克萊蒙伯爵路易一世從法國南部派出海軍作為十字軍先鋒的嘗試，但是因軍隊在1319年於熱那亞戰鬥時被摧毀，而失敗而回。
牧童十字軍東征(Pastoreaux)，於1320年由諾曼底開始發生。其中一個論據說這次討伐是因為腓力五世和他的前任諸位國王千呼萬喚要進行大眾化的十字軍東征，加上當時沒有任何實際的大規模的遠征，最終導致這個受歡迎但不受控制討伐。1320年春天，腓力五世意圖為新的十字軍東征已經廣為人知，在法蘭德斯與法國北部剛出現的和平留下了大量流離失所的農民和士兵。這樣促使一個大規模反猶太人的暴力運動，威脅當地的猶太人、皇室城堡、富裕的神職人員和巴黎。該運動最終被羅馬教皇約翰二十二世譴責，懷疑該運動是否有任何真正的意圖進行十字軍東征。腓力五世被迫反對此運動，以軍事粉碎及驅趕殘餘勢力向南越過比利牛斯山脈到阿拉貢王國。

## 逝世
1321年，法國出現“麻風病人恐慌”的陰謀指控；流傳麻風病人已經在各鄉鎮的井中下毒，而這個活動是由外地的穆斯林秘密委託進行，並由少數的猶太人策劃，顯然這樣毫無根據的指控。這次恐慌的出現是因為前年的牧童十字軍東征和前十年的歉收所遺留下高漲的反政府氣氛而形成。
法籍猶太人於1321年時與法國王室關係密切；腓力五世下令王室官員協助猶太放債人向基督徒追討債務，而一些地方官員認為是由於皇室繼承了死去的猶太商人的遺產。繼1320年的事件後，腓力五世對那些在牧童十字軍東征中襲擊猶太人的暴徒進行罰款，這樣進一步令到人民對猶太人這支少數種族更加反感。有關麻風病人的謠言和指控曾在1320年流傳分發，一些人並在十字軍東征期間被逮捕。
當流言四起時，腓力五世於1321年6月在普瓦捷參與旨在改革南部財政體制的南方巡視。腓力五世立即發出法令，要求燒死所有被判有罪的麻風病人；他們的貨物將被皇室沒收。雖然用現代的標準，當時行政是平穩的，國王的南巡和改革計劃受到很多當地的反對派和現代歷史學家將國王在普瓦捷的角色連繫着暴力事件突然爆發。這一切都將腓力五世放在一個困難的境地；他不能公開支持那些指控麻風病人、猶太人和穆斯林的人而進一步鼓勵不必要的暴力；而另一方面，如果他支持那些人，變成進一步鼓勵未經批准的暴力行為，削弱了皇室的地位。腓力五世於同年八月正在繼續他的改革計劃時，突然因多個疾病而病倒。一個短暫的喘息後，腓力五世於1322年1月在巴黎逝世。腓力五世被埋葬在聖丹尼斯大教堂，而他的膽被埋在巴黎現已拆卸的雅科賓修道院酒莊的教堂中。一些猶太人因為這次麻風病人恐慌而離開法國，但腓力五世已經成功地拒絕簽署任何正式的法令，在一定程度上限制了這次事件的影響。
根據1316年腓力五世薩利克法再修訂的薩利克法，因為他死時無男嗣，由弟弟查理四世繼位。其後，查理四世亦無嗣逝世，最後導致英格蘭國王愛德華三世要求繼承法國王位及其後的英法百年戰爭的爆發。

## 家庭
腓力五世的妻子是勃艮第女伯爵讓娜二世，兩人於1307年結婚。他們共有四個女兒：
1. 讓娜三世（1308年—1347年）
2. 瑪格麗特（1310年—1382年）
3. 伊莎貝爾（英语：Isabella of France, Dauphine of Viennois）（1312年—1348年）
4. 布蘭奇（英语：Blanche of France (nun)）（1313年—1358年）